# Poodle Springs (romanzo)
Poodle Springs è un romanzo hardboiled iniziato nel 1958 da Raymond Chandler (di cui scrisse i primi quattro capitoli). Il romanzo, inizialmente intitolato The Poodle Springs Story, fu completato da Robert B. Parker e pubblicato nel 1989, in occasione del centenario della nascita di Chandler.

## Trama
Philip Marlowe si sposa con Laura Parker, ricca, bella e affascinante quanto occorre per spingerlo al matrimonio. I due si trasferiscono a Poodle Springs, dove pensano di godersi la vita nella quiete della cittadina ad un paio d'ore da Los Angeles. Passano soli due giorni e il detective si ritrova in mezzo a banditi, giocatori d'azzardo incalliti pronti a tutto e cittadini al di sopra di ogni sospetto ma con molti scheletri negli armadi.

## Altri media
Nel 1998 è stato prodotto da HBO un film televisivo intitolato Marlowe - Omicidio a Poodle Springs (Poodle Springs) con protagonista James Caan. Nel 2011 è stato realizzato per BBC Radio 4 uno sceneggiato radiofonico in cui è Toby Stephens a vestire i panni del protagonista.